# Èter de petroli
L'èter de petroli, també conegut com a ligroïna, és un grup de diverses mescles d'hidrocarbur volàtils, altament inflamables, líquides utilitzades principalment com a dissolvents no polars.
L'èter de petroli s'obté a les refineries de petroli com la porció del destil·lat que és intermedi entre les naftes més lleugeres i el querosè més pesat. Té un pes específic d'entre 0,6 i 0,8 depenent de la seva composició.
Està formada per hidrocarburs saturats i és utilitzada principalment com a dissolvent de laboratori. Predominantment consta de C7 a través de C11 en forma d'aproximadament un 55% de parafines, 30% de monocicloparafines, 2% dicicloparafines i un 12% d'alquilbencens. És no polar. Generalment l'eter de petroli de grau de laboratori bull a 60 a 90 °C, però les fraccions següents d'èter de petroli estan comunament disponibles: 30 a 40 °C, 40 a 60 °C, 60 a 80 °C, 80 a 100 °C, 100 a 120 °C i 200 a 250 °C. La fracció de 60 a 80 °C s'utilitza sovint com a substitut de l'hexà.
L'èter de petroli no s'hauria de confondre amb la classe de composts orgànics anomenats èters, que contenen el grup funcional de -O-.